# Bible Lands Museum
31°46′30″N 35°12′09″Ø / 31.7749°N 35.2025°Ø
Bible Lands Museum (מוזיאון ארצות המקרא ירושלים,  Muzeon Artzot HaMikra) er et museum dedikeret til de gamle lande og kulturer i den  jødiske bibel. Museet er beliggende i Jerusalem, ved siden af Israel Museum.